# Кагура
Кагура (яп. 神楽,かぐら, Божья радость) — древние ритуальные синтоистские танцы, сопровождающиеся игрой на барабанах и флейте. Этот термин можно также перевести как «развлечение для ками (божеств 神)».

## История происхождения
Традиционно принято считать жанр кагура «наследником» прототипа ритуала, записанного в Кодзики (古事記) и в Нихон сёки (日本書紀) в легенде об «открытии Ама-но-Ивато (天岩戸)». В этом мифе содержится описание шаманского обряда, в котором богиня Аме-но-Удзумэ (богиня рассвета и веселья) вместе с другими ками исполняет дикий танец одержимости с целью убедить богиню солнца Аматэрасу вернуться из пещеры и своим присутствием освободить мир от тьмы и холода. Шаманские элементы из мифа были включены в более поздние синтоисткие ритуалы, включая кагура. Примером может послужить торимоно 採物 (ручные реквизиты), которые появляются как в этом мифе, так и в кагура, и служат приспособлениями, на которые ками спускается и входит в тело шамана. Сам танец является как и способом вхождения в состояние транса, так и средством для контекстуальной манифестации того, что танцор одержим ками.
Изначально камукура (или камикура) исполнялись при императорском дворе жрицами храма мико, которые считались потомками богини Аме-но-удзумэ. Со временем этот ритуал вдохновил народные ритуальные танцы, называемые сатокагура (里 神 楽), которые стали практиковаться в деревнях по всей стране, а также стали основой для множества других разновидностей ритуальных танцев. Среди них есть такие жанры, как мико кагура, сиси кагура, танцы кагура в стиле Исэ и Идзумо. На протяжении веков развивалось множество вариаций, в том числе довольно новых, большинство из которых стали самостоятельными народными видами танцев.
Кагура также оказала значительное влияние на развитие Но (能), одного из видов японского драматического театра.

## Описание
Камигакари 神懸 , или «танец одержимости», считается главной составляющей кагура. Так как в сущности это ритуальное действие, то наиболее важными элементами в кагура были акты призыва и приветствия божеств, а также поклонение им и стремление получить их благословение и послания. Иными словами, основу ритуала кагура составляют совершение камигакари и достижение таким образом так называемого такусэн 託宣 (оракул), состояния, при котором одержимый человек служит «посредником» (ёримаcи) для передачи воли или послания этого ками или духа.
Самые древние танцы состояли из 75 актов, и длились целую ночь.

## Кагура в настоящее время
Постепенно подлинное камигакари стало утрачиваться, что привело к тому, что его стали имитировать, а процесс демонстративного показа транса естественно привел к формирования соответствующего вида художественных выступлений. Сегодня кагура — это собирательное название древнейшего жанра народного исполнительного искусства. Народный кагура обычно разделяется на четыре основных типа: мико кагура, Исе кагура, изумо кагура, сиси кагура (с его поджанром Ямабуси кагура).
Официальные ритуальные танцы (микагура) исполнялись во многих священных местах и по особым случаям. В императорских святилищах (Исудзу, впоследствии Исэ), где хранилось Зеркало Ята, танцы кагура исполнялись как часть придворных представлений. Микагуру также исполняли на фестивале Императорского урожая и в главных святынях, таких как Камо и Ивасимидзу Хатиман-гу. Начиная примерно с 1000 года этот ритуал проводится ежегодно каждый декабрь до сих пор.

## Используемые атрибуты
Несмотря на немалое количество жанров и типов кагура, для всех них характерны общие шаманские элементы. Первоначальный вариант названия «ками-но-кура» 神の蔵 говорит о том, что кагура первоначально подразумевает не только ритуальное действие, но и некое ритуальное пространство. Кроме того, в любом представлении кагура костюмы являются частью того, что помогает транслировать ками через танцора. Вышеупомянутое торимоно играло центральную роль в ёрисиро (приспособлениях для установления связи с ками): во всех выступлениях кагура, как и в танце Амэ-но-удзумэ, описанном в мифе. Маски являются знаком одержимости в кагуре и помогают сымитировать состояние транса, даже когда такого в действительности не наблюдается.
Ритуал Кагура проводится под игру на барабанах, флейте, тарелок и особое пение ками ута (яп. 神歌, песни богов). Считается, что звуки этих музыкальных инструментов и пения обладают силой призывать божеств. Тем не менее, первостепенное место в ритуале занимает именно танец.